# Sevastó (ort i Grekland, Epirus)
Sevastó är en ort i Grekland.   Den ligger i prefekturen Thesprotia och regionen Epirus, i den västra delen av landet, 300 km nordväst om huvudstaden Aten. Sevastó ligger 124 meter över havet och antalet invånare är 167.
Terrängen runt Sevastó är kuperad åt sydväst, men åt nordost är den bergig. Runt Sevastó är det ganska glesbefolkat, med 28 invånare per kvadratkilometer. Närmaste större samhälle är Paramythiá, 5,9 km nordost om Sevastó. Trakten runt Sevastó består till största delen av jordbruksmark.